# Michałów (Strzelce Wielkie)
Michałów – część wsi Strzelce Wielkie w Polsce, położona w województwie łódzkim, w powiecie pajęczańskim, w gminie Strzelce Wielkie.
W latach 1975–1998 Michałów położony był w województwie częstochowskim.